# Liste der Auslandsvertretungen des Jemen

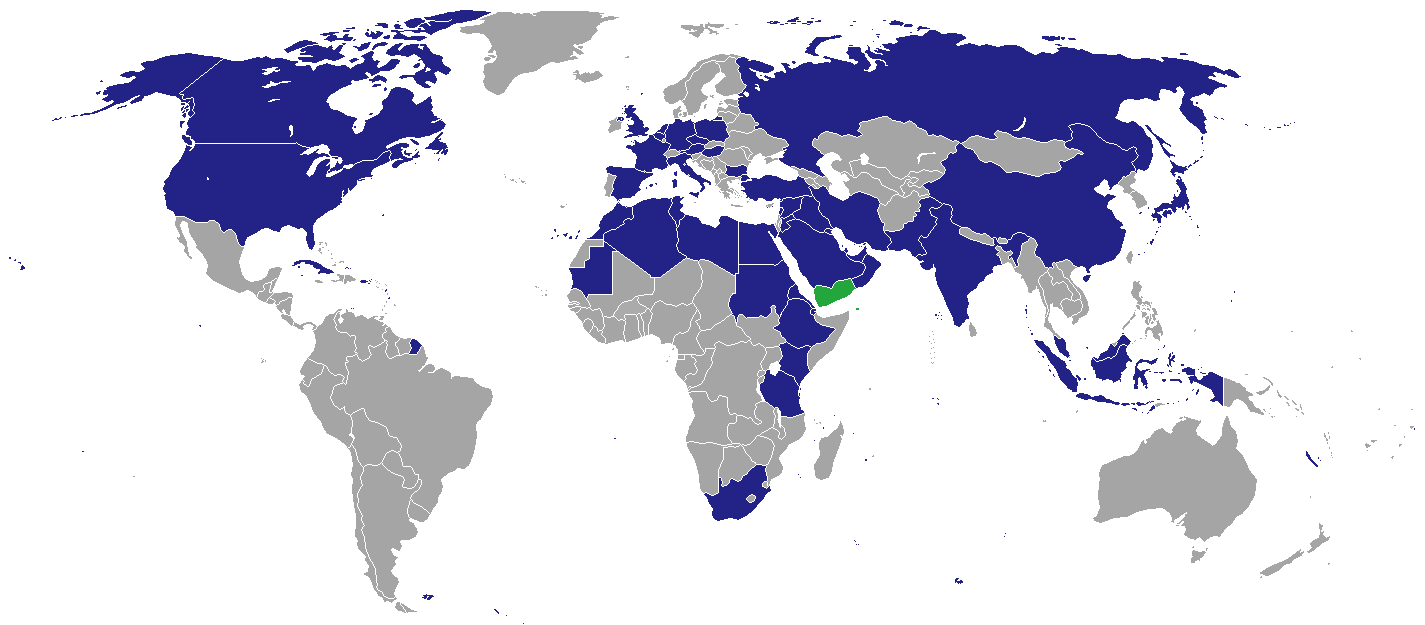
Standorte der diplomatischen Vertretungen des Jemen

Dies ist eine Liste der diplomatischen und konsularischen Vertretungen des Jemen.

## Diplomatische und konsularische Vertretungen

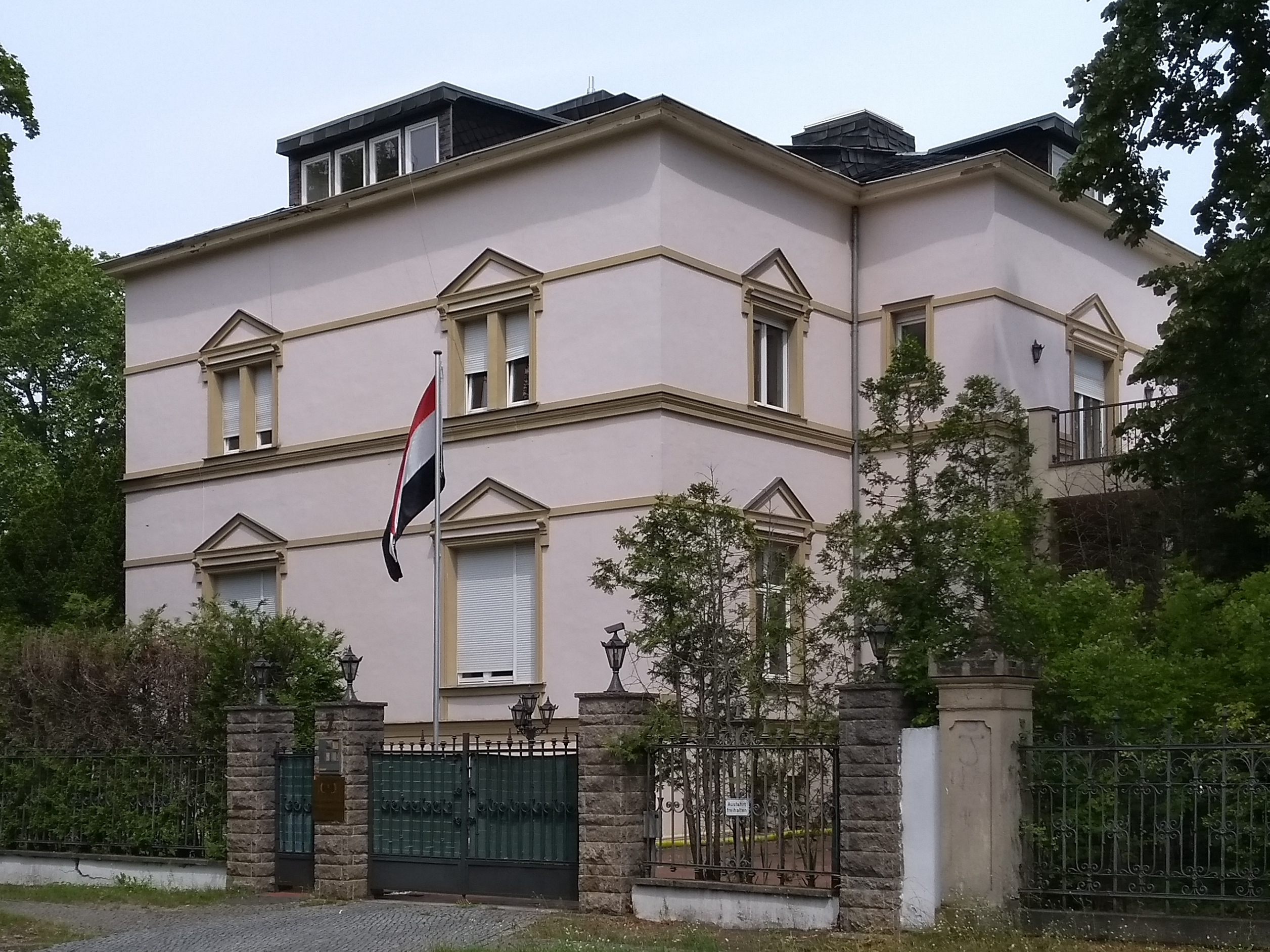
Jemenitische Botschaft in Berlin

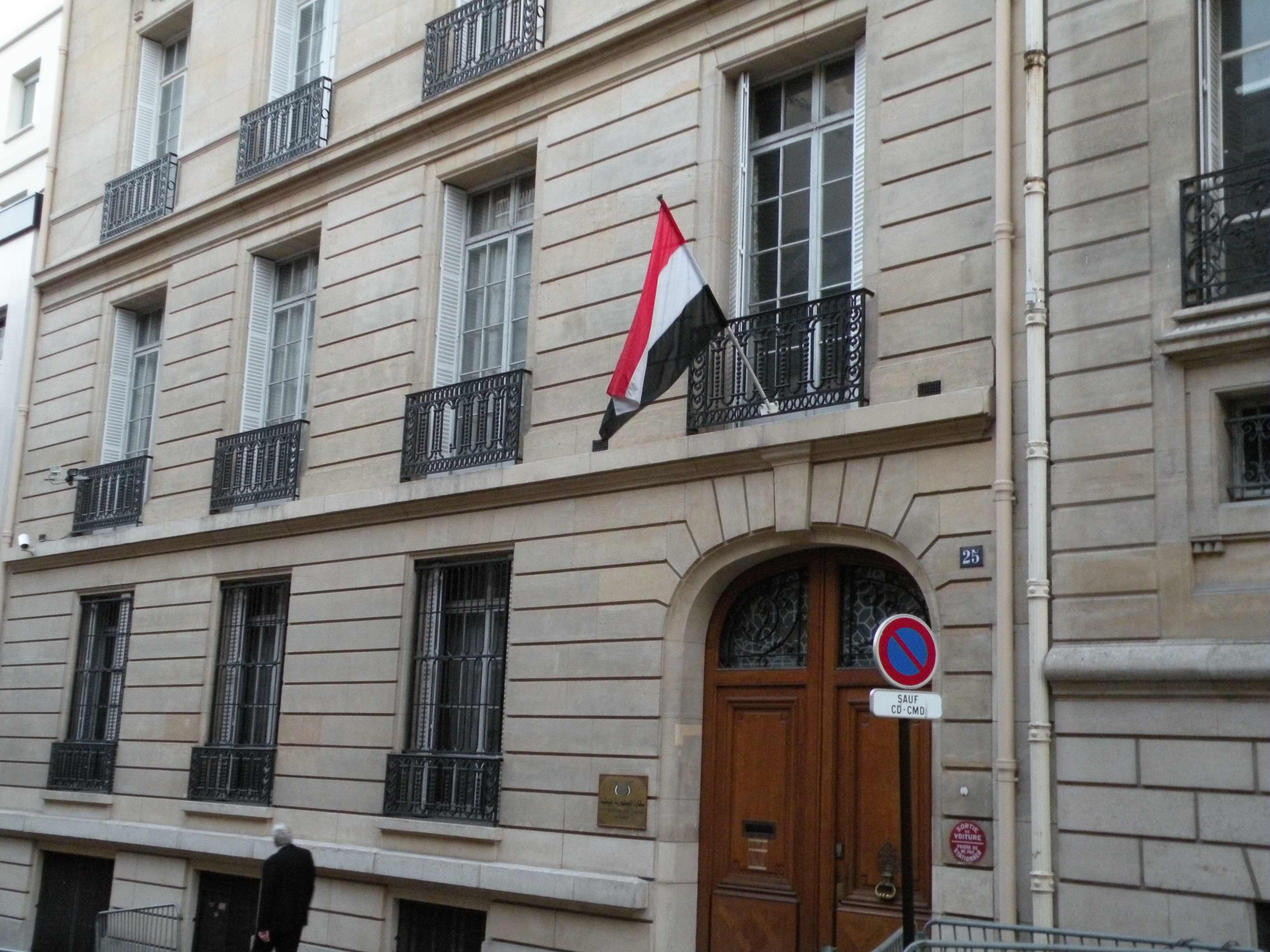
Jemenitische Botschaft in Paris

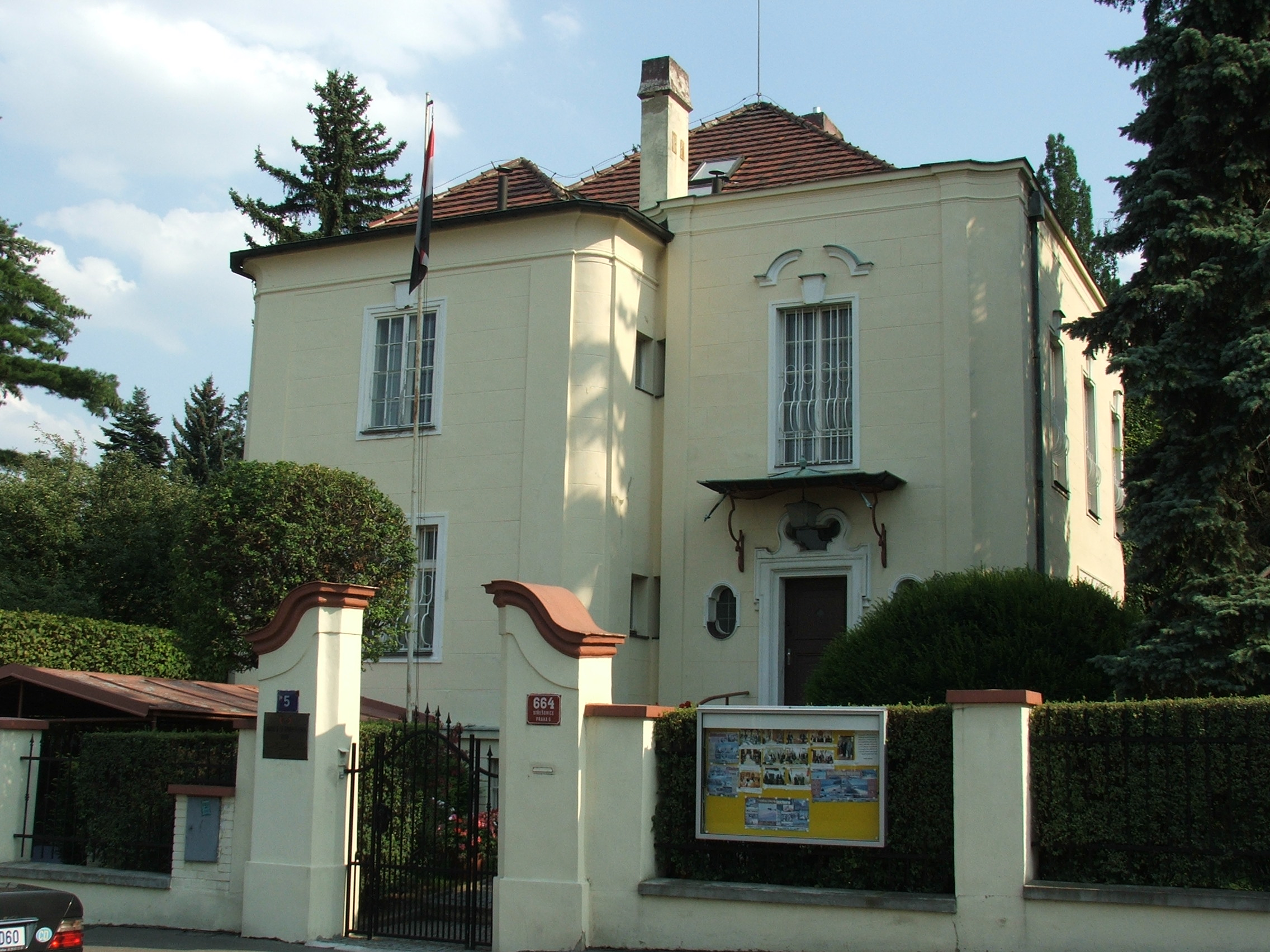
Jemenitische Botschaft in Prag

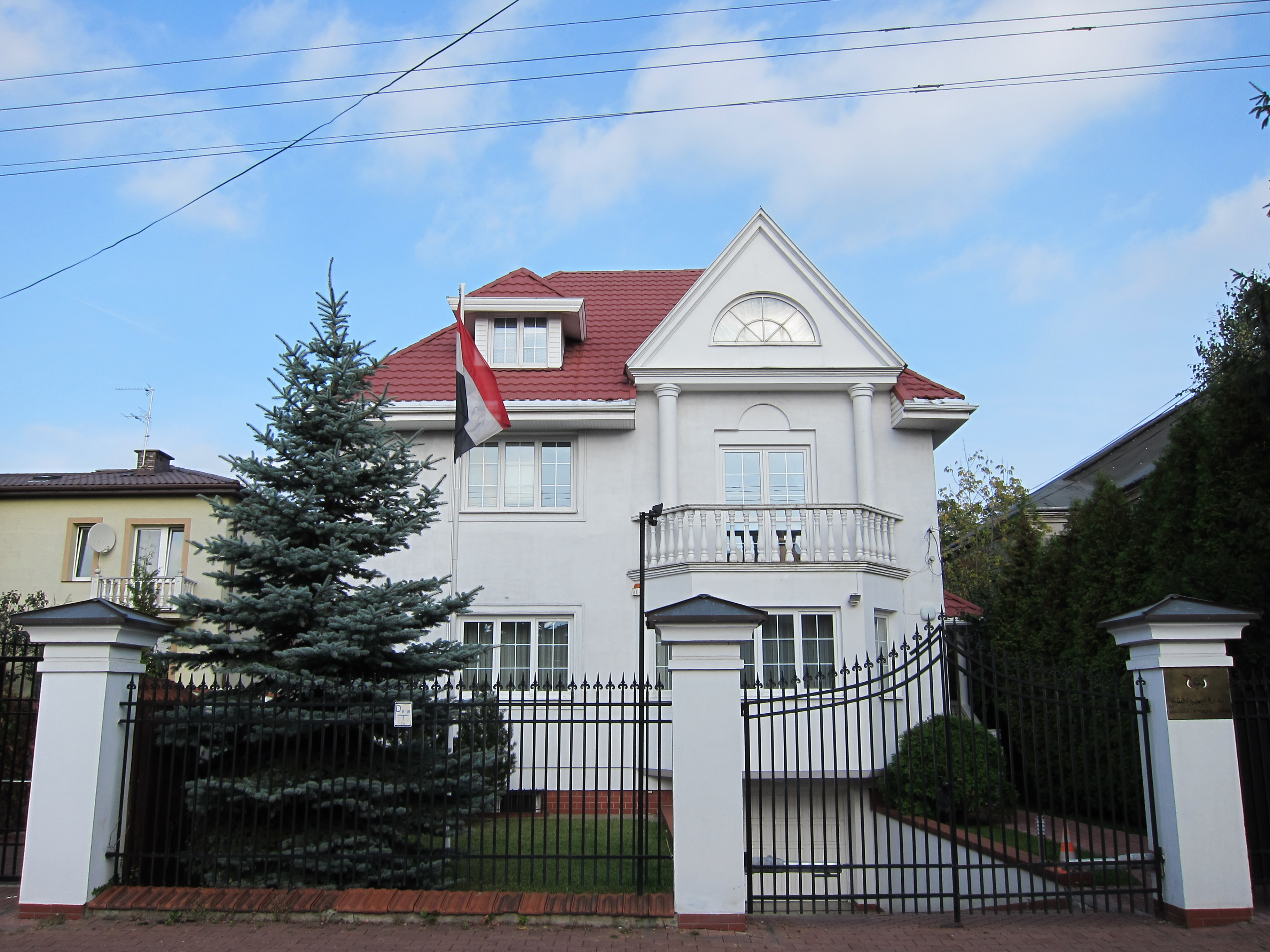
Jemenitische Botschaft in Warschau

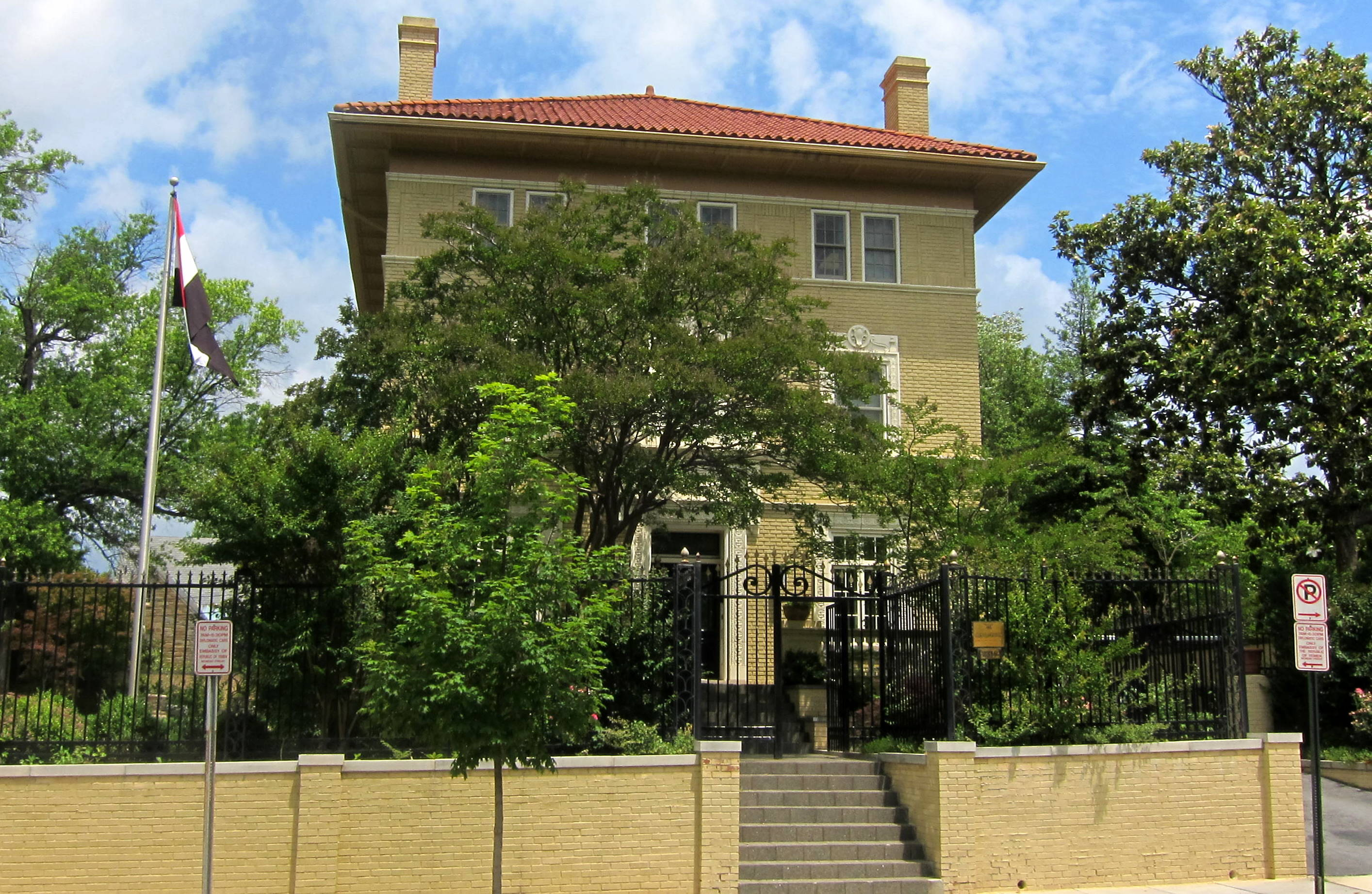
Jemenitische Botschaft in Washington, D.C.

### Afrika
| - Ägypten: Kairo, Botschaft - Algerien: Algier, Botschaft - Äthiopien: Addis Abeba, Botschaft - Dschibuti: Dschibuti, Botschaft - Eritrea: Asmara, Botschaft - Kenia: Nairobi, Botschaft - Libyen: Tripolis, Botschaft | - Mauretanien: Nouakchott, Botschaft - Marokko: Rabat, Botschaft - Südafrika: Pretoria, Botschaft - Sudan: Khartum, Botschaft - Tansania: Daressalam, Botschaft - Tunesien: Tunis, Botschaft |

### Asien
| - Bahrain: Manama, Botschaft - Volksrepublik China: Peking, Botschaft - Indien: Neu-Delhi, Botschaft - Indonesien: Jakarta, Botschaft - Iran: Teheran, Botschaft - Irak: Bagdad, Botschaft - Japan: Tokyo, Botschaft - Jordanien: Amman, Botschaft - Katar: Doha, Botschaft | - Kuwait: Kuwait, Botschaft - Libanon: Beirut, Botschaft - Malaysia: Kuala Lumpur, Botschaft - Oman: Maskat, Botschaft - Pakistan: Islamabad, Botschaft - Saudi-Arabien: Riad, Botschaft - Saudi-Arabien: Dschidda, Generalkonsulat - Syrien: Damaskus, Botschaft - Vereinigte Arabische Emirate: Abu Dhabi, Botschaft |

### Europa
| - Belgien: Brüssel, Botschaft - Bulgarien: Sofia, Botschaft - Deutschland: Berlin, Botschaft - Frankreich: Paris, Botschaft - Italien: Rom, Botschaft - Niederlande: Den Haag, Botschaft - Österreich: Wien, Botschaft - Polen: Warschau, Botschaft | - Rumänien: Bukarest, Botschaft - Russland: Moskau, Botschaft - Spanien: Madrid, Botschaft - Tschechien: Prag, Botschaft - Türkei: Ankara, Botschaft - Ungarn: Budapest, Botschaft - Vereinigtes Königreich: London, Botschaft |

### Nordamerika
- Kanada: Ottawa, Botschaft
- Kuba: Havanna, Botschaft
- Vereinigte Staaten: Washington, D.C., Botschaft

## Vertretungen bei internationalen Organisationen
- Vereinte Nationen: New York, Ständige Mission
- Europäische Union: Brüssel, Ständige Vertretung
- Arabische Liga: Kairo, Ständige Mission